# Pintor de Io (siglo V a. C.)
Pintor de Io es el nombre convenido de un pintor ático de vasos de figuras rojas, activo alrededor del tercer cuarto del siglo V a. C.
El Pintor de Ío, un manierista ático tardío, fue llamado así por el historiador de arte británico John Beazley en honor a una pintura, que decora un pélice de figuras rojas, datada entre el 450 a. C. y el 440 a. C., conservada en el Museo Arqueológico Nacional de Nápoles (Museo Nazionale, Sp. 2041).
Además de este pélice, también se le atribuye una hidria conservada en Los Ángeles hidria (County Museum of Art 50.8.9) con una escena doméstica pintada en el brazo del vaso  y una crátera de columnas de Tarquinia (Tarquinia 684) que representa a Apolo y las musas.
El pélice napolitano presenta dos representaciones a cada lado, relacionadas con el mismo mito, lo cual es bastante inusual en la tradición de la pintura de vasos. El lado A muestra a Io con cuernos y orejas de buey, vestida con ropas ricamente decoradas (similares a las que usaban los actores), perseguida por Diomedes, quien lleva una corona de hiedra, un paño sobre los hombros y sostiene un cetro/bastón; el dios coloca suavemente su mano izquierda sobre el hombro de Ío, quien parece agitada. En el lado B, la figura velada de la izquierda podría identificarse como Argos Panoptes, representado con una gorra tachonada de pequeños ojos, sosteniendo un fino bastón de pastor en sus manos, mientras que Hermes, identificable por sus sandalias aladas, caduceo, y pétaso, tiene una espada colgada sobre su hombro (Io se representa aquí en forma humana, no en su apariencia habitual de novilla). Estas escenas probablemente representan el drama satírico de Sófocles, Los rastreadores, cuyos fragmentos se han encontrado en el (papiro de Oxirrinco 2369)El Pintor de Ío fue probablemente el primero en representar esta escena mitológica de esta forma (por lo tanto, fue el primer iconógrafo).